# Blodsanklagelse

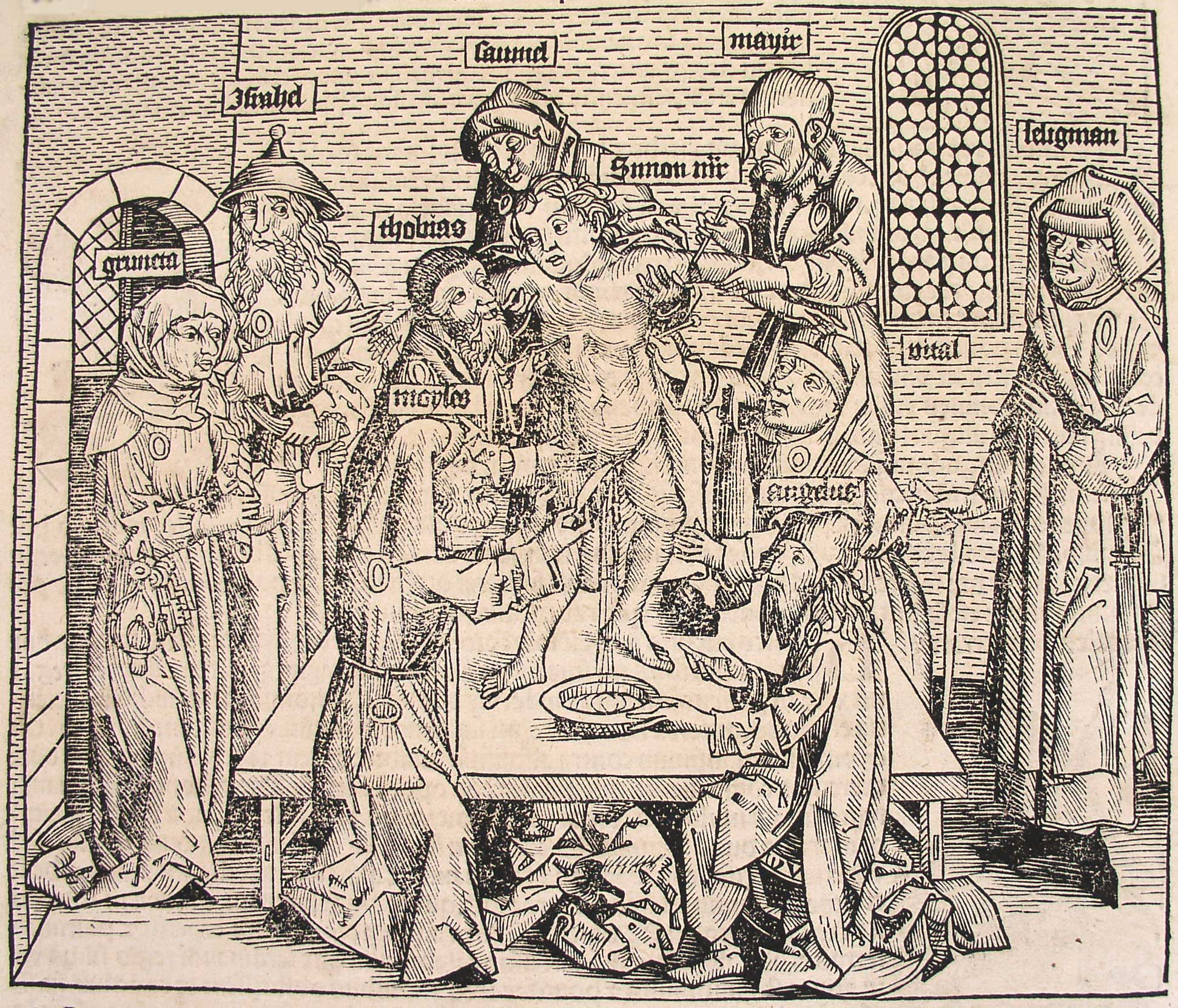
Illustration av ett påstått judiskt ritualmord: Simon av Trento. Ur Nürnbergkrönikan, 1493.

Blodsanklagelse, också kallat ritualmordsanklagelser, ritualmordslegender, blodsförtal, eller blodrykten, är anklagelser som går ut på att den anklagade parten mördat någon i syfte att använda deras blod i olika typer av ritualer. Flera olika grupper har råkat ut för denna typ av anklagelser, framför allt judar men även exempelvis frimurare och satanister. Sådana rykten har utnyttjats som propaganda genom avhumanisering.

## Definition
Termen antyder, enligt Amy Spitalnick vid J Street, att judar mördade kristna och icke judiska barn för att använda deras blod. Själva företeelsen står emellertid helt i strid med den judiska teologin som förbjuder mord, och Toran som förbjuder konsumtionen av djurblod. Encyclopaedia Judaicas definition är att blodsförtal kan betyda "en annan form av tron att judar hade varit och fortfarande var ansvariga för Jesu korsfästelse och lidelse" och "populära trosföreställningar om judars mordlust och blodtörstighet, baserat på uppfattningen att judar hatar kristendomen och människan i allmänhet".
I överförd betydelse kan uttrycket idag användas för att referera till en person eller grupp som utsätts för otrevliga och skadande anklagelser. Sarah Palins användande av termen (se nedan) fick därför kritik, bland annat av Abraham Foxman vid Anti-Defamation League, som sa att den var smärtsam för judar i och med sin historia.

## Före modern tid
Det första kända blodsförtalet mot judar är från Apion ca 20 - 40-45 e.Kr. Blodsförtal härrör från medeltiden när judar felaktigt anklagades för ritualmord, framför allt mot barn. Anklagelserna användes för att rättfärdiga våld mot judar. Ett av de tidigaste kända fallen där blodsförtal har registrerats är från 1100-talets England, där en konverterad jude påstod att judar hade kidnappat den 12 år gamla William av Norwich och korsfäst honom. Innocentius IV förklarade senare de många anklagelserna för falska. Flera påvar förutom Innocentius IV, till exempel Gregorius IX, Benedictus XII och Klemens XIV, har antingen indirekt eller direkt fördömt dessa anklagelser och ingen påve har någonsin stött anklagelser om ritualmord.
Anklagelserna går ofta ut på att just kristna barns blod är åtråvärt och historiskt har den här typen av anklagelser dykt upp för att förklara dödsfall bland barn. I några fall har ett påstått offer för människooffer hedrats som en martyr. En del av dessa har helgonförklarats som helgon, till exempel Gavrilij Belostokskij. Enligt en judisk legend bidrog anklagelserna till skapandet av Golem av rabbin Judah Loew ben Bezalel under 1500-talet.
Anklagelserna resulterade vid flera gånger i pogromer. 1840 försvann den franska franciskanerprästen Tomas med betjänter i Damaskus. Skulden lades på judarna i staden, och myndigheterna fängslade 13 judar, som förmodligen torterades och av vilka fyra dog. Detta ledde till protester från båda sidor. Under 1930-talet anklagade nazisterna med propaganda flera gånger judar för rituella mord.
Under upptäcktsresornas tidsålder mötte västerländska upptäcktsresande och kolonisatörer många främmande folkslag i Afrika, Asien och Amerika, där ett fåtal praktiserade kannibalism och ritualmord, medan andra fick ett sådant rykte oförtjänt.

## Efterkrigstiden
Från 1980-talet spreds rykten om satanistiska rituella övergrepp.
Den så kallade Aftonbladet–Israel-kontroversen, orsakad av en artikel av Donald Boström i Aftonbladet kallades av Sydsvenska Dagbladet för en händelse som återupplivat antisemitiska blodsanklagelser.
Sarah Palin, amerikansk politiker och före detta guvernör i Alaska, refererade till blodsanklagelser i en TV-inspelning efter skotten mot Gabrielle Giffords. Palin sade att "bara timmar efter att en tragedi har hänt borde inte journalister och tyckare framkasta blodsanklagelser som bara tjänar till att sporra det hat och våld som de utger sig för att fördöma".
Enligt konspirationsteorin Qanon som uppstod på internet 2017 så styrs världen av ett nätverk satanistiska pedofiler som dödar barn för att utvinna adrenokrom ur barnens blod. Enligt Qanon-anhängare används adrenokromet som en drog eller som livsförlängande medel av nätverket.